# H (série télévisée, 2019)
Pour les articles homonymes, voir H et H (série télévisée).
H (Hache) est une série télévisée de thriller dramatique espagnole, créée par Verónica Fernández et mise en ligne depuis le 1er novembre 2019 sur Netflix, incluant les pays francophones.

## Synopsis
La série se déroule dans le monde du trafic de drogue et de la prostitution dans le Barcelone des années 1960, et met en vedette Adriana Ugarte ainsi qu'Eduardo Noriega et Javier Rey.

## Distribution
- Adriana Ugarte (VF : Laurence Dourlens) : Helena « H » Olaya
- Eduardo Noriega (VF : Constantin Pappas) : Alejandro Vinuesa
- Javier Rey (VF : Guillaume Orsat) : Malpica
- Marc Martínez (es) (VF : Loïc Houdré) : Arístides
- Ingrid Rubio (VF : Laëtitia Lefebvre) : Celeste
- Pep Ambròs (VF : Jean Rieffel) : Julio Senovilla
- Tony Zenet (VF : Jean-Alain Velardo) : Ramiro Larrocha
- Josep Julien (es) : Eladio Pérez
- Marina Salas : Silvia Velasco
- Àlex Casanovas (VF : Mathieu Buscatto) : Clemente Larrubia
- Marcel Borràs (VF : Jim Redler) : Ventura
- Séainín Brennan (VF : Natacha Muller) : Anna McVeigh
- Andrew Tarbet (VF : Maurice Decoster) : Walter Kopinski
- Tonia Richardson : Julia Bloomsbury

 Source et légende : version française (VF) sur RS Doublage

## Production
Le 21 novembre 2019, il a été confirmé que la série avait été renouvelée pour une seconde saison de six épisodes pour une diffusion en 2021.

## Épisodes

### Première saison (2019)
1. Des poupées à la mer (Muñecas flotando en el mar)
2. Première mission (El primer trabajo)
3. Le Combat (El combate)
4. Le Baiser de la mort (El beso de la muerte)
5. Vengeance (Venganza)
6. Marseille (Marsella)
7. Le Manège (El tiovivo)
8. Helena avec un H (Helena con H)

### Deuxième saison (2021)
Cette saison de six épisodes a été mise en ligne le 5 février 2021
1. L'Héritage (La herencia)
2. Le Laboratoire (El laboratorio)
3. Œil pour œil (Ojo por ojo)
4. Solitudes (Soledades)
5. Qu'elle crève (Tiene que morir)
6. Pour toi et pour le monde (Lo mejor para ti)